# Liste der Monuments historiques in Boisdon
Die Liste der Monuments historiques in Boisdon führt die Monuments historiques in der französischen Gemeinde Boisdon auf.

## Liste der Objekte
| Bezeichnung             | Beschreibung                        | Standort                               | Kennzeichnung | Schutzstatus | Datum | Bild |
| ----------------------- | ----------------------------------- | -------------------------------------- | ------------- | ------------ | ----- | ---- |
| Retabel des Hauptaltars | Holz, 17. Jahrhundert               | in der Kirche St-Gilles-St-Loup (Lage) | PM77000120    | Classé       | 1919  |      |
| Glocke                  | Bronze, im 16. Jahrhundert gegossen | in der Kirche St-Gilles-St-Loup (Lage) | PM77004692    | Inscrit      | 1987  |      |